# ارنست ریدل
ارنست ریدل (انگلیسی: Ernest Riedel; ۱۳ ژوئیهٔ ۱۹۰۱ – ۲۶ مارس ۱۹۸۳) قایقران کانو اهل ایالات متحده آمریکا بود.